# Дран, Одетт
Одетт Дран (фр. Odette Drand, р.1 марта 1927) — французская фехтовальщица-рапиристка, чемпионка мира.

## Биография
Родилась в 1927 году. В 1950 и 1951 годах становилась чемпионкой мира. В 1952 году завоевала серебряную медаль чемпионата мира, но на Олимпийских играх в Хельсинки выступила неудачно.